# کتاب چای
کتاب چای (به انگلیسی: The Book of Tea) نوشتهٔ اوکاکورا کاکوزو (۱۹۰۶) یک مقالهٔ بلند است که نقش چای گرایی را با جنبه‌های زیبایی شناختی، فرهنگی زندگی ژاپنی پیوند می‌زند.

## محتوا
این کتاب که خطاب به مخاطبان غربی است، در اصل به زبان انگلیسی نوشته شده و یکی از کتاب‌های کلاسیک عالی با موضوع چای در زبان انگلیسی به‌شمار می‌رود. اوکاکورا در سنین جوانی انگلیسی صحبت کردن را آموخت و در ارائهٔ افکار خود به غربیها مهارت پیدا کرد. وی در کتاب خود نه تنها به مباحثی از قبیل ذن و تائوئیسم می‌پردازد، بلکه جنبه‌های سکولار چای و زندگی ژاپنی را نیز مطرح می‌کند. این کتاب تأکید می‌کند که چگونه چای گرایی به ژاپنی‌ها چیزهای زیادی را آموخته، که مهمترینشان سادگی است. کاکوزو ادعا می‌کند که این سادگیِ ناشی از چای، بر هنر و معماری تأثیر گذاشته و او نیز که مدت زیادی دانشجوی هنرهای تجسمی بوده‌است را هم بی نصیب نگذاشته‌است. در این کتاب، کاکوزو اظهار می‌دارد که چای گرایی به خودی خود یکی از درمان‌های قدرتمند جهانی است که دو طرف می‌توانند با کمک آن به مصالحه برسند. کاکوزو در ادامه عنوان می‌کند: چای موضوع بسیاری از وقایع تاریخی مانند معاهدات صلح و موارد مشابه دیگر بوده‌است. او این کتاب را با یک فصل در مورد استادان چای به پایان می‌رساند و زمانی را هم صرف پرداختن به سن نو ریکی و سهم خود در مراسم چای ژاپنی می‌کند.

به گفته تومونوبو ایمامیشی، مفهوم دازاین که مربوط به هایدگر است و آن را در کتاب هستی و زمان به کار برده‌است - گرچه هایدگر علناً چیزی در این باره عنوان نمی‌کند - از مفهوم "در جهان بودن" (das-in-der-Welt-sein) که اوکاکورا آن را مطرح کرده، الهام گرفته شده‌است. کتاب چای فلسفه ژوانگزی را توصیف می‌کند، فلسفه ای که استادِ ایمامیشی، ایتو کیشینوسوکه، در سال ۱۹۱۹ بعد از اینکه در سال قبلش او را به عنوان معلم خصوصی استخدام کرده بود، به هایدگر پیشنهاد کرده بود: 
 ایتو کیشینوسوکه، یکی از معلمان من در دانشگاه، در سال ۱۹۱۸، یعنی بلافاصله بعد از جنگ جهانی اول، در آلمان تحصیل کرد و هایدگر را به عنوان معلم خصوصی خودش استخدام کرد. پروفسور ایتو بعد از پایان تحصیلاتش و قبل از بازگشت به ژاپن، نسخه ای از ترجمه آلمانی کتاب چای اوکاکورا کاکوزو را به نشانه قدردانی به او داد. این اتفاق در سال ۱۹۱۹ افتاد. کتاب Sein und Zeit (هستی و زمان) در سال ۱۹۲۷ منتشر شد و باعث شهرت هایدگر شد. آقای ایتو از اینکه دیده بود هایدگر از مفهوم Zhuangzi را بدون ذکر نام او به کار برده بود، شگفت زده و عصبانی شده بود. سالها بعد در سال ۱۹۴۵، استاد ایتو به من یادآوری کرد و با گویش گفت: «هایدگر برای من کارهای زیادی کرد، اما باید این دزدی اش را توی رویش می‌زدم. مدارک دیگری هم هست که نشان دهد هایدگر از نوشته‌های شرقی الهام گرفته که از حوصله این متن خارج است. من داستانهای زیادی از این دست را از استاد اینو شنیده‌ام و صحت و سقم آنها را بررسی کرده‌ام. همین داستان را هم در یک میهمانی که بعد از یک سری سخنرانی در سال ۱۹۶۸ در دانشگاه هایدلبرگ که به دعوت هانس-جورج گادامر به آنجا رفته بودم، بازگو کردم. دانشجویان میهمان ژاپنی در این سخنرانی‌ها حضور داشتند و من توضیح دادم که می‌توان بسیاری از عناصر دیگر تفکر کلاسیک شرقی را هم در فلسفه هایدگر پیدا کرد و مثال‌هایی هم برایشان زدم. حتماً زیاده گویی هم کرده‌ام و حتی امکان دارد گفته باشم هایدگر یک سارق ادبی است! گادامر دانشجوی موردعلاقه هایدگر بود و این ماجرا باعث شد ما ۴ یا ۵ سال با هم صحبت نکنیم، چون او از من عصبانی شده بود.» (امامیشی ۲۰۰۴، صص ۱۲۳–۱۲۴). 

## ترجمه در ایران
کتاب چای اولین بار توسط قدرت‌الله ذاکری در سال ۱۳۹۶ از سوی انتشارات پرنده منتشر شد. ترجمه دیگری به قلم اسدالله حقانی در سال ۱۳۹۹ و از سوی نشر ثالث منتشر شد. 

## نقل قول‌ها
| «              | از خصیصه‌های این کیش (چای گرایی) می‌توان خلوص و توازن، خوش قلبیِ متقابل، و آرمانی سازیِ نظم اجتماعی را نام برد. چای گرایی اساساً ستایشِ ناکامل هاست؛ چراکه درواقع تلاشی ست سنجیده برای دستیابی به چیزی ممکن، در این متاعِ ناممکن که آن را با نام زندگی می‌شناسیم. (از ترجمه اسدالله حقانی، نشر ثالث) | » |
| —اسدالله حقانی | |   |

### استناد
1. ↑  Imamichi, Tomonobu (2004). In search of wisdom: one philosopher's journey. Tokyo: International House of Japan. pp. 123–124.
2. ↑  Marion, Mathieu (2014). "Wittgenstein on Heidegger and Cosmic Emotions". Mind, Values, and Metaphysics. 1 (Philosophical Essays in Honor of Kevin Mulligan): 441. ISBN 978-3-319-04199-5 – via https://www.springer.com/la/book/9783319041988. {{cite journal}}: External link in |via= (help)
3. ↑  کتابخانه تخصصی ادبیات. «کتاب چای؛ فلسفۀ حضور چای در فرهنگ، تمدن و اجتماع شرقی» (به فا).